# Cyrebia chardinyi
Cyrebia chardinyi là một loài bướm đêm trong họ Noctuidae.